# 韓国馬事会
韓国馬事会（かんこくばじかい、Korea Racing Authority）は、韓国馬事会法により設立された大韓民国農林水産食品部傘下の特殊法人。
サラブレッドによる競馬の他、済州島の済州競馬公園では済州馬と呼ばれる済州島固有種のポニーによる競馬を開催している。
中山競馬場では春の開催（3月下旬）で、韓国馬事会杯が行われている。

## 沿革
- 1945年 - 日本統治時代の競馬施行団体「朝鮮馬事会」を改組して「韓国馬事会」設立。ソウルのトゥクソム競馬場ほか、国内数箇所の競馬場で競馬を開催。なお、釜山にあった競馬場はアメリカ軍の軍事施設に転用され、現在もそのままとなっている。
- 1950年～1953年 - 朝鮮戦争により開催休止。この間、北朝鮮軍の攻撃により各競馬場施設は破壊され、所属馬は全て北朝鮮軍が持ち去り、牧場の繁殖用馬も同様の仕打ちを受けた為、後の競馬再開に大きな影響が生じた。
- 1954年 - 朝鮮戦争休戦によりトゥクソム競馬場を再建。5月8日より開催を再開。この時の馬は殆どがポニーだったという。
- 1962年 - 競馬法制定
- 1984年 - 勝馬投票券発売電算化が始まる。
- 1989年9月1日 - 京畿道果川市にソウル競馬場（2000年にソウル競馬公園に名称変更）を開場。それと共に1954年から運営してきたトゥクソム競馬場を廃止。
- 1990年10月28日 - 済州道北済州郡（現：済州市）に済州競馬場（2000年に済州競馬公園、2014年にはレッツランパーク済州に変更）を開場。
- 2005年9月30日 - 2002年に釜山で行われたアジア大会の馬術競技会場の跡地を改装し、釜山慶南競馬公園を開場。

## 馬主として
韓国馬事会が自ら馬主として海外のレースに持ち馬を出走させている。「Korea Racing Authority」名義、「KRA Stud Farm」名義等がある。

### 主な所有馬
- Knicks Go / ニックスゴー（2018年ブリーダーズフューチュリティ、2020年ブリーダーズカップ・ダートマイル、2021年ペガサスワールドカップ、ホイットニーステークス、ブリーダーズカップ・クラシック）